# 国际口腔科学杂志
《国际口腔科学杂志》创刊于2009年，是中国大陆医药卫生科技类季刊，编辑部位于四川省成都市。此刊物由四川大学主办。
《国际口腔科学杂志》在2018年被中华人民共和国国家新闻出版广电总局新闻报刊司评为2017年全国“百强报刊”。